# Джан Джакомо Тривулцио
Джан Джакомо Тривулцио (Gian Giacomo Trivulzio) (1440 или 1448 - 1518) е италиански кондотиер на френска служба, участвал в няколко битки по време на Италианските войни. От 1499 г. маршал на Франция.
Той е родом от Милано. Малко се знае за ранните му години. През 1465 отива във Франция с армията на Галеацо Мария Сфорца, за да служи на Луи XI. Щом се връща в Италия, става професионален войник, кондотиер (тоест наемник) и се въвлича в редица регионални конфликти. През 1483 г. изоставя Лодовико Моро - херцог на Милано - и отново приема служба на Франция. После съдбата го отвежда в Неапол, на служба на крал Феранте, и скоро Тривулцио става главнокомандващ на неговата армия. Той обаче е безсилен да спре инвазията на Шарл VIII през 1494 г. и след бягството на Феранте е принуден да преговаря за мир. Шарл, впечатлен от неговите способности, го кани в своята армия със заплата от 10 000 дуката годишно.
Битката при Форново (юли 1495) е първата, в която той се бие на френска страна. Заради героизма си получава титла и земи във Франция. Когато Шарл умира, новият крал Луи XII назначава Тривулцио за командващ на силите, които през 1499 г. атакуват Милано и го завладяват. Когато кондотиерът предава ключовете на града на краля, той го издига в чин маршал. Тривулцио играе главна роля в битките при Анядело (1509), Новара (1513) и Мариняно (1515). След изтеглянето на Франсоа I остава в родния си град като управител и го отбранява успешно против армията на Максимилиан I.
По неясни причини Франсоа сваля доверието си от него и го призовава обратно във Франция. Тривулцио се опитва да си върне благоволението му, но напразно. Умира близо до Париж на следващата година.

Джан Джакомо Тривулцио е известен покровител на изкуствата. Когато през 1509 г. се установява в Милано, финансира строежа на параклис към църквата Сан Надзаро и ангажира Леонардо да Винчи да декорира гробницата му. Предвидено е известният скулптор да издигне конна статуя. Леонардо се вдъхновява от тази задача и създава множество скици, запазени до днес, но маршалът сам се отказва от идеята.